# Louis Vialleton
Louis Marius Vialleton (22 dicembre 1859 – 18 dicembre 1929) è stato uno zoologo e scrittore francese, noto soprattutto per la sua difesa dell'evoluzione non darwiniana.

## Carriera
Vialleton nacque a Vienne. Fu il primo professore di istologia nella facoltà di medicina dell'Università di Montpellier. Vialleton rifiutava ogni forma di evoluzione continua e propendeva per il saltationismo.
Vialleton tentò di confutare il trasformismo graduale da una prospettiva morfologica nella sua opera Morphologie générale Membres et ceintures des vertébrés tétrapodes: Critique morphotogique du transformisme (1924). Lo zoologo Étienne Rabaud rispose con un articolo critico.
Egli contribuì con il capitolo Morphologie et transformisme al libro Le Transformisme (1927). Le opinioni di Vialleton sono state spesso travisate dai creazionisti come antievolutive. Ne L'origine degli esseri viventi affermò che la mutazione di un organo, per dare luogo a una nuova specie capace di sopravvivere, deve essere seguita dalla mutazione di innumerevoli altri organi e questo è il segno dell'opera di una Forza ordinatrice intelligente.
I suoi scritti furono influenti per i creazionisti come Douglas Dewar. Tuttavia, Vialleton non rifiutava l'evoluzione. È stato anche erroneamente descritto come un critico dell'evoluzione da A. Morley Davies.
Vialleton era un vitalista.

## Pubblicazioni
- Un monstre double humin du genere Ectopage (1892)
- Un Problème de l'Évolution: La Théorie de la Récapitulation des Formes Ancestrales au Cours du Développement Embryonnaire (Loi Biogénétique Fondamentale de Haeckel) (1908)[11]
- Éléments de Morphologie des Vertébrés Anatomie ed Embryologie Comparées, Paléontologie et Classification (1911)[12]
- Membres et ceintures des Vertébrés Tétrapodes: Critique morphologique du transformisme (1924)
- Morphologie générale Membres et ceintures des vertébrés tétrapodes: Critique morphotogique du transformisme (1924)[13][14]
- Le Transformisme (1927) (con Élie Gagnebin, Lucien Cuénot, William Robin Thompson, Roland Dalbiez)
- L'origine Des Etres Vivants, L'illusione trasformata (1929)